# Bråtebergsgölen
Bråtebergsgölen är en sjö i Växjö kommun i Småland och ingår i Mörrumsåns huvudavrinningsområde.